# Sambana

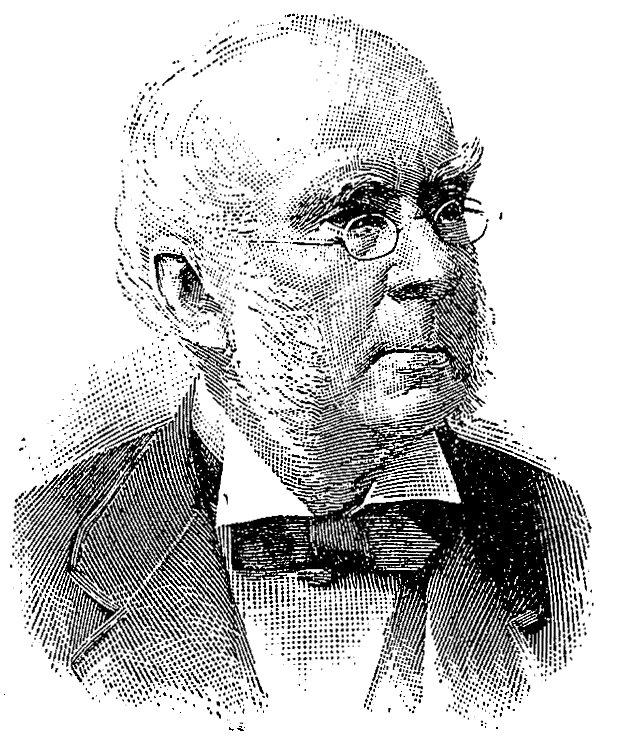
Le lexicographe William Smith pense que Sambana et Sabata sont la même ville.

Sambana (en grec, « Σάμβανα »), est une cité antique mentionnée par Diodore de Sicile. William Smith identifie cette ville comme la même qu'avait mentionné Pline l'Ancien, nommée Sabata. Elle était située au nord de la route, à l'est de Sittace et à environ deux jours de Artemita, en Assyrie.

## Source
- (en) Cet article est partiellement ou en totalité issu de l’article de Wikipédia en anglais intitulé « Sabana » (voir la liste des auteurs).